# キャム・ミコライオ
キャメロン・クレイグ・ミコライオ（Kameron Kraig "Kam" Mickolio, 1984年5月10日 - ）は、アメリカ合衆国モンタナ州ウルフポイント出身の元プロ野球選手（投手）。右投右打。

## 経歴

### プロ入り前
2003年、MLBドラフト46巡目（全体1373位）でセントルイス・カージナルスから指名されるも拒否。

### マリナーズ時代
2006年のMLBドラフト18巡目（全体531位）でシアトル・マリナーズから指名。6月11日に入団すると、傘下のルーキーリーグチームへ配属された。当時のチームメイトに、カルロス・ペゲーロがいる。

### オリオールズ時代
2008年2月8日、エリック・ベダードとのトレードで、アダム・ジョーンズ、ジョージ・シェリル、クリス・ティルマンらとボルチモア・オリオールズに移籍。この時、後に広島東洋カープでチームメイトとなるデニス・サファテとチームメイトだった。同年8月20日のボストン・レッドソックス戦でメジャーデビュー。6点リードの8回表から3番手として登板し、1回を投げ3安打1失点2奪三振だった。なお、「Kameron」というファーストネームを持つメジャーリーガーは福岡ソフトバンクホークスでもプレーしたキャメロン・ローに次いでミコライオが史上2人目である。

### ダイヤモンドバックス時代
2010年12月6日にトレードでデビッド・ヘルナンデスと共にアリゾナ・ダイヤモンドバックスへ移籍。
2011年11月7日に放出され、11月12日に広島東洋カープが獲得を発表した。

### 広島時代

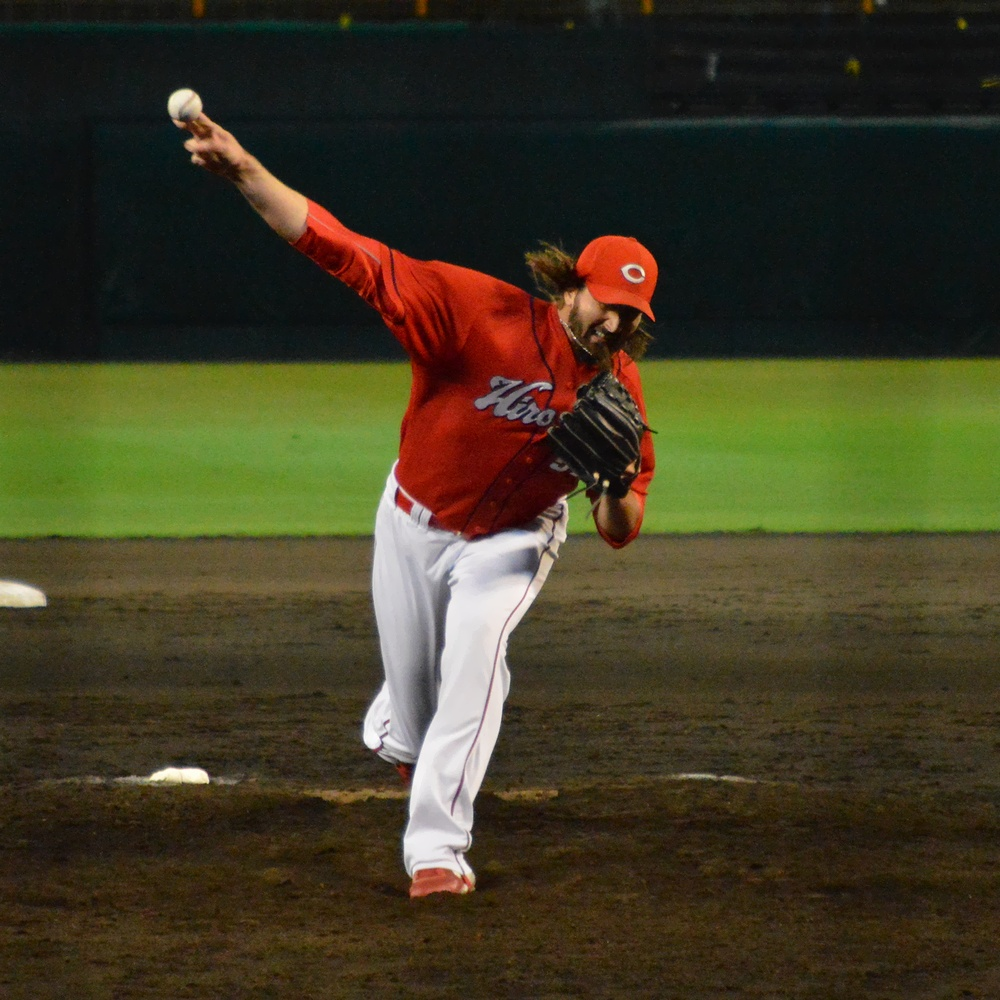
広島時代（2013年10月12日）

2012年は序盤はセットアッパーを務めたが、デニス・サファテの不調により、クローザーに回り、21セーブをあげた。
2013年はクローザーに定着し、27セーブを挙げた。なお、この年のクライマックスシリーズファーストステージ第2戦(甲子園)では桧山進次郎に2点本塁打を被弾している。桧山にとってはこの本塁打が現役最後の打席になった。
2014年シーズン途中と終盤、チームを離脱しながら25セーブを挙げるも、1点差を守りきれない場面も目立った。12月2日、自由契約公示された。

### 楽天時代
2014年12月6日に、東北楽天ゴールデンイーグルスと1年契約で合意したことが球団から発表された。推定年俸は出来高分を含めて1億5,000万円で、背番号は43。
2015年、大久保博元新監督による戦力構想の下で、広島時代に続いてクローザーを務めることを予定していた。しかし、3月のオープン戦終盤に椎間板ヘルニアを発症。その後の診断で全治に3ヶ月を要することが判明したため、大久保は、先発要員からセットアッパーへの転向を予定していた高卒2年目の松井裕樹を急遽クローザーに抜擢した。ミコライオ自身は、リハビリを経て、7月22日にイースタン・リーグ公式戦で実戦に復帰。一軍公式戦での登板には至らなかったが、シーズン終了後の11月には、1年契約でチームに残留することが決まった。
2016年、松井が前年にクローザーとして活躍したことを背景に、梨田昌孝新監督の下でセットアッパーに転向。4月30日の対オリックス・バファローズ戦（京セラドーム大阪）で移籍後初の一軍公式戦登板を果たした。以降も勝利の方程式の一角を担いながら、45試合に登板すると、5勝1敗23ホールドをマーク。シーズン途中からは、ペゲーロと再びチームメイトになった。ペゲーロはそのままチームに残留したものの、ミコライオ自身は残留の条件をめぐって球団との合意に至らなかったため、12月2日にNPBから自由契約選手として公示された。

### 楽天退団後
2017年5月10日にミネソタ・ツインズとマイナー契約。AAA級ロチェスター・レッドウイングスへ配属された。
2018年は所属球団なく、2019年4月23日に独立リーグ・アトランティックリーグのロングアイランド・ダックスと契約。6試合に登板後、5月19日に現役引退を表明した。

## 選手としての特徴・人物
フォームは極端なインステップであり、205cmという長身のスリークォーターから投げおろす平均球速約150km/h、最速157km/hの速球（フォーシーム、ツーシーム）を武器にして打者に立ち向かう。持ち変化球はスライダーとチェンジアップ。
ティファニー夫人はミコライオより2歳年上の姉さん女房である。「外国人選手の家族のリーダー的存在として引っ張ってくれている。新しい助っ人の家族が来たら、日本に早くなじむようにと、一緒に買い物に行くなど世話を焼いてくれている」（チーム関係者）と、赤ヘル助っ人ファミリーの“女将さん”として貴重な役割を担っている。さらに、日本人選手やその家族に対しても気を使い、前田健太に第1子が誕生した際にはオーダーメードのＴシャツをプレゼントするなど、日本人選手との“懸け橋役”としても活躍している。2013年12月にミコライオの残留が決まった際、カープの選手からは「来年も助っ人の活躍は鍵になるし、ティファニー夫人がいてくれたらありがたい」との声が上がっていたという。
広島時代には、マツダスタジアムの隣にあるコストコで買い物をしている姿がよく目撃されている。また、伸ばしたヒゲがトレードマークになっていたが、楽天移籍後にそり落とした。
2014年5月26日に日本テレビ系列で放送された『しゃべくり007』で、広島ファンであるレギュラーの徳井義実や、ゲストの石原さとみ・山田孝之などの出演者がミコライオの名前を連呼。その影響で、放送終了直後の同日23時に、「ミコライオ」がTwitterのホットワードで1位を記録した。

## 詳細情報

### 年度別投手成績
| 年 度    | 球 団    | 登 板 | 先 発 | 完 投 | 完 封 | 無 四 球 | 勝 利 | 敗 戦 | セ 丨 ブ | ホ 丨 ル ド | 勝 率 | 打 者 | 投 球 回 | 被 安 打 | 被 本 塁 打 | 与 四 球 | 敬 遠 | 与 死 球 | 奪 三 振 | 暴 投 | ボ 丨 ク | 失 点 | 自 責 点 | 防 御 率 | W H I P |
| -------- | -------- | ----- | ----- | ----- | ----- | -------- | ----- | ----- | -------- | ----------- | ----- | ----- | -------- | -------- | ----------- | -------- | ----- | -------- | -------- | ----- | -------- | ----- | -------- | -------- | ------- |
| 2008     | BAL      | 9     | 0     | 0     | 0     | 0        | 0     | 1     | 0        | 0           | .000  | 36    | 7.2      | 8        | 0           | 4        | 0     | 0        | 8        | 2     | 0        | 5     | 5        | 5.87     | 1.57    |
| 2009     | BAL      | 11    | 0     | 0     | 0     | 0        | 0     | 2     | 0        | 2           | .000  | 59    | 13.2     | 11       | 0           | 7        | 1     | 0        | 14       | 0     | 0        | 4     | 4        | 2.63     | 1.32    |
| 2010     | BAL      | 3     | 0     | 0     | 0     | 0        | 0     | 0     | 0        | 0           | ----  | 19    | 3.2      | 5        | 1           | 3        | 0     | 0        | 4        | 0     | 0        | 3     | 3        | 7.36     | 2.18    |
| 2011     | ARI      | 6     | 0     | 0     | 0     | 0        | 0     | 0     | 0        | 1           | ----  | 32    | 6.2      | 10       | 0           | 3        | 0     | 0        | 7        | 0     | 0        | 5     | 5        | 6.75     | 1.95    |
| 2012     | 広島     | 61    | 0     | 0     | 0     | 0        | 3     | 5     | 21       | 15          | .375  | 227   | 58.0     | 42       | 4           | 14       | 0     | 3        | 54       | 0     | 0        | 19    | 18       | 2.79     | 0.97    |
| 2013     | 広島     | 57    | 0     | 0     | 0     | 0        | 2     | 4     | 27       | 6           | .333  | 242   | 57.1     | 48       | 3           | 22       | 0     | 0        | 39       | 3     | 0        | 24    | 13       | 2.04     | 1.22    |
| 2014     | 広島     | 51    | 0     | 0     | 0     | 0        | 1     | 1     | 25       | 7           | .500  | 194   | 47.2     | 39       | 1           | 18       | 1     | 0        | 29       | 0     | 0        | 15    | 13       | 2.45     | 1.20    |
| 2016     | 楽天     | 45    | 0     | 0     | 0     | 0        | 5     | 1     | 0        | 23          | .833  | 181   | 45.1     | 37       | 3           | 6        | 0     | 4        | 29       | 1     | 0        | 13    | 12       | 2.38     | 0.95    |
| MLB：4年 | MLB：4年 | 29    | 0     | 0     | 0     | 0        | 0     | 3     | 0        | 3           | .000  | 146   | 31.2     | 34       | 1           | 17       | 1     | 0        | 33       | 2     | 0        | 17    | 17       | 4.83     | 1.61    |
| NPB：4年 | NPB：4年 | 214   | 0     | 0     | 0     | 0        | 11    | 11    | 73       | 51          | .500  | 844   | 208.1    | 166      | 11          | 60       | 1     | 7        | 151      | 4     | 0        | 71    | 56       | 2.42     | 1.08    |

### 記録
NPB
- 初登板：2012年4月1日、対中日ドラゴンズ3回戦（ナゴヤドーム）、7回裏に2番手で救援登板、2/3回1失点
- 初奪三振：同上、7回裏に平田良介から見逃し三振
- 初ホールド：2012年4月3日、対読売ジャイアンツ1回戦（MAZDA Zoom-Zoom スタジアム広島）、8回表に2番手で救援登板、1回無失点
- 初勝利：2012年4月4日、対読売ジャイアンツ2回戦（MAZDA Zoom-Zoom スタジアム広島）、9回表2死に5番手で救援登板・完了、1/3回無失点
- 初セーブ：2012年5月30日、対埼玉西武ライオンズ1回戦（MAZDA Zoom-Zoom スタジアム広島）、9回表に3番手で救援登板・完了、1回無失点
- 1球セーブ：2013年5月8日、対横浜DeNAベイスターズ9回戦（MAZDA Zoom-Zoom スタジアム広島）、9回表2死2塁に2番手で救援登板・完了、松本啓二朗を遊ゴロに打ち取り試合終了（セ・リーグ29人目、通算32度目）

その他の記録（NPB）
- オールスターゲーム出場：1回 （2014年）

### 背番号
- 31 （2008年 - 2010年）
- 45 （2011年）
- 57 （2012年 - 2014年）
- 43 （2015年 - 2016年）